# Nitocris
Nitokerty, più nota come Nitocris (Νίτωκρις, nome grecizzato utilizzato da Manetone; ... – 2192 a.C.?), è stata una presunta regina egizia della VI dinastia, regnante di proprio diritto per un breve periodo.
Il suo nome si trova nelle Storie di Erodoto e nelle epitomi degli Aigyptiakà del sacerdote ellenistico Manetone, ma la sua effettiva esistenza è oggetto di dibattito, mancando completamente fonti o reperti originali egizi che la riguardino. Se realmente esistita, potrebbe essere stata una sorella o sorellastra del faraone Merenra II (che ebbe un regno forse brevissimo intorno al 2200 a.C.) e una figlia del faraone Pepi II (ca. 2278 - 2216/2184 a.C., dibattuto) e della regina consorte Neith.

## Antiche testimonianze e dubbi sulla storicità

### Erodoto
Stando alla testimonianza di Erodoto (Storie II, 100), la regina avrebbe invitato gli assassini di suo fratello, definito Re d'Egitto e mai chiamato per nome, a un banchetto per poi ucciderli, facendo inondare la stanza in cui si trovavano dalle acque del Nilo:
(Erodoto, Storie II, 100)

### Manetone
Sesto Giulio Africano invece afferma, riassumendo i perduti Aigyptiakà di Manetone, che sarebbe Nitocris la costruttrice della terza piramide, cioè quella comunemente nota come piramide di Micerino, a Saqqara: gli storici e gli archeologi moderni ne attribuiscono invece l'edificazione al faraone Micerino della IV dinastia egizia, figlio di Chefren.
Manetone fu probabilmente tratto in inganno dalla somiglianza tra il nome regale di Nitocris, Menkara, e il nome originario di Micerino, Menkaura. Nitocris sarebbe quindi il primo sovrano egizio di sesso femminile tramandato dalle fonti antiche, greche ed ellenistiche; non si sa come potrebbe essere giunta al trono, se per matrimonio o assumendo direttamente le prerogative reali in quanto successore del fratello. Altre regine egizie che regnarono personalmente furono Nefrusobek (XII dinastia), Hatshepsut (XVIII dinastia, unica in tutta la storia egizia a regnare come faraone, con titoli maschili) e Tausert (XIX dinastia).

### Dibattito sulla sua effettiva presenza in fonti egizie
Nitokerty/Nitocris non è menzionata in alcuna iscrizione originale dell'Egitto antico, anche se alcuni ritengono che un nome illeggibile nella lista reale di Abido sia il suo. Non esistono comunque monumenti col suo nome. Un'opinione piuttosto diffusa fra gli egittologi tende a escludere che Nitocris sia realmente esistita. Si è a lungo pensato che sia il suo il nome "Nitokerty/Nitiqreti" (nt-ỉqrtỉ) che compare in uno dei molti frammenti che compongono il Papiro dei Re conservato al Museo Egizio di Torino, ascrivibile cronologicamente alla XIX dinastia egizia. Si è ritenuto che il lacerto su cui appare "nt-ỉqrtỉ" appartenesse alla posizione dei re della VI dinastia egizia, risultando così una conferma delle testimonianze di Erodoto e Manetone. Tuttavia, analisi microscopiche del Papiro di Torino suggeriscono che il brandello col nome sarebbe stato collocato erroneamente fra i re della VI dinastia, e che si tratterebbe in realtà di una trascrizione imprecisa del praenomen del faraone Netjerkara (ntr k3 r՚) chiamato anche Nitokerty Siptah, della VIII dinastia egizia, il quale nella lista reale di Abido è posto come successore di Merenra II: la posizione tradizionalmente attribuita proprio alla regina Nitocris (la VII dinastia egizia si è rivelata inesistente, nata da un errore nelle antiche descrizioni della cronologia egizia). 

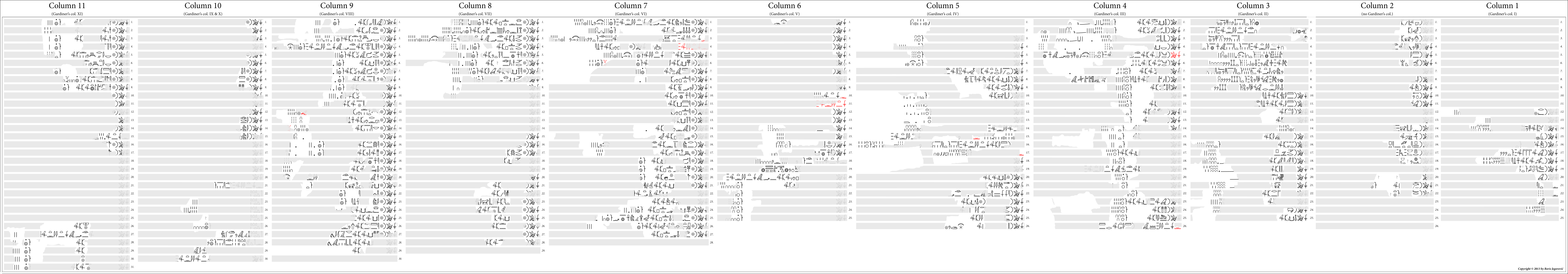
Ricostruzione del Papiro dei Re (Museo Egizio di Torino) con le ultime correzioni apportate alla posizione dei frammenti

## Liste Reali
|            | \| \| \| non citato \| \| \| |
|            |                              |
| non citato |                              |
|            |                              |

|            |
| non citato |
|            |

|            | \| \| \| non citato \| \| \| |
|            |                              |
| non citato |                              |
|            |                              |

|            |
| non citato |
|            |

| n · t · Z5 | i | X7 · r | t · Z4 | G7 |

| n · t · Z5 | i | X7 · r | t · Z4 | G7 |

| n · t · Z5 | i | X7 · r | t · Z4 | G7 |

| n · t · Z5 | i | X7 · r | t · Z4 | G7 |

| n · t · Z5 | i | X7 · r | t · Z4 | G7 |

| n · t · Z5 | i | X7 · r | t · Z4 | G7 |

| n · t · Z5 | i | X7 · r | t · Z4 | G7 |

| n · t · Z5 | i | X7 · r | t · Z4 | G7 |

## Altre datazioni
| Autore        | Anni di regno         |
| ------------- | --------------------- |
| von Beckerath | 2193 a.C. - 2191 a.C. |
| Malek         | 2141 a.C. - 2140 a.C. |